# 關係兩難
關係兩難（英語：Relational dialectics）是一種關於密切人際關係的人際溝通理論，強調相反傾向之間的緊張、鬥爭和相互作用。 該理論分別由 Leslie Baxter 和 Barbara Montgomery 於 1988 年提出，將關係夥伴之間的溝通模式定義為地方性辯證緊張（英語：endemic dialectical tensions）的結果。 關係兩難被描述為一個人在經歷需要和/或想要的自相矛盾的慾望時所感受到的緊張。該理論包含四個假設，其中之一是關係不是一維的，而是由高潮和低谷組成，而不是只朝一個方向移動。第二個假設聲稱變化是關係生活中的一個關鍵因素，換句話說，隨著人們生活的變化，人們的關係也會隨之變化。第三，假設“對立面之間的矛盾或緊張永遠不會消失，也永遠不會停止提供緊張”，這意味著人們將永遠體驗到伴隨矛盾的慾望而來的壓力感。第四個假設是，在處理這些對立的感受時，溝通是必不可少的。關係是在對話中建立的，它們可能很複雜，有異同的對話是必要的。關係溝通理論允許對立的觀點或力量以合理的方式聚集在一起。 在做決定時，往往會提到相互矛盾的願望和觀點，並導致辯證的緊張關係。 Leslie A. Baxter 和 Barbara M. Montgomery 舉例說明了這些自相矛盾的陳述，這些陳述是由於個人經歷了辯證緊張而產生的，使用了諸如“異性相吸”，但“物以類聚”之類的俗語； 以及“兩人為伴，三人為一群”，但“越多越好”。 這並不意味著這些對立的緊張關係從根本上給這種關係帶來了麻煩。 相反，他們只是提出了對兩方之間聯繫的討論。
關係兩難是對 Mikhail Bakhtin 的觀點的闡述，即生活是一場公開的獨白，人類在關係交流中經歷對立的慾望和需求之間的碰撞。 Baxter 列出了一系列辯證的緊張狀態，稱人們的關係在不斷變化，成功和令人滿意的關係需要不斷的關注。 儘管Baxter對關係兩難的描述很透徹，但它並不准確或包羅萬象，因為人們都以不同的方式經歷不同的緊張局勢。

## 外部連結
- Social Construction Therapies Network （页面存档备份，存于）